# Кондратьевский жилмассив
Кондра́тьевский жилмасси́в — жилой микрорайон из 12 корпусов в Калининском районе Санкт-Петербурга. Расположен между Кондратьевским проспектом, улицей Жукова, Чичуринским переулком и Полюстровским проспектом. Официальный адрес: Кондратьевский проспект, 40 (в народе «Сороковые корпуса»).

## История
В ноябре 1927 — апреле 1928 года Ленинградский Комитет содействия рабочему жилстроительству провёл конкурс на типы стандартных квартирных ячеек в каменных жилых домах и застройку участка земли, который тогда входил в состав Выборгского района.
Был построен в 1929—1931 годах по проекту, который был разработан в Проектном Бюро Стройкома под руководством архитектора Г. А. Симонова, при участии И. Г. Капцюга, Т. Д. Каценеленбоген, планировка участка выполнена Л. М. Тверским. В квартале были построены двенадцать однотипных 60-квартирных жилых корпусов, прачечная, библиотека, клуб, ясли и детский сад. В доме, который выходит фасадом на угол Кондратьевского и Полюстровского проспектов, располагается Калининский универмаг, построенный в 1933—1936 годах.
Этот жилмассив был построен одним из первых в Ленинграде для рабочих Выборгской стороны. Первый жилквартал, положивший начало социалистической реконструкции района. Согласно идеологии того времени, в квартирах нет ванных комнат (люди должны были мыться в банях), а площадь кухонь небольшая (пролетариат должен был питаться в столовых).
В 1970-х годах дома признали требующими ремонта, затем их признали аварийными.
Расселение квартала длилось несколько лет. Часть жильцов саморасселились. За последние годы место получило дурную славу и стало одним из самых неблагополучных в районе. В 2018 году у территории появился хозяин. Здания взяли под охрану. Правительство Петербурга передало их городскому центру доступного жилья. В будущем планируется продажа квартир молодым семьям в рамках социальной программы.

## Архитектура
Комплекс является характерным памятником конструктивизма.